# Джек Райан (телесериал)
«Джек Ра́йан» (англ. Tom Clancy's Jack Ryan) — американский телесериал, созданный Карлтоном Кьюзом и Грэмом Роландом на основе персонажа серии романов Тома Клэнси о Джеке Райане. Первый сезон вышел на Amazon Video 31 августа 2018 года.
Джон Красински является пятым актёром, исполнившим роль Джека Райана после Алека Болдуина (1990), Харрисона Форда (1992, 1994), Бена Аффлека (2002) и Криса Пайна (2014).
За четыре месяца до официальной премьеры сериал был продлён на второй сезон, премьера которого состоялась 31 октября 2019 года. В апреле 2019 года сериал был продлён на третий сезон .

## Сюжет
Аналитик ЦРУ Джек Райан натыкается на подозрительную серию банковских переводов и начинает собственное расследование, которое заставляет его оставить безопасную офисную работу и включиться в смертельную игру кошки-мышки по всей Европе и на Ближнем Востоке с лидером террористов, готовящим массированную атаку на США и её союзников.

## В главных ролях
- Джон Красински — Джек Райан, аналитик ЦРУ и бывший морпех
- Уэнделл Пирс — Джеймс Грир (сезоны 1—4), босс Райана
- Эбби Корниш — доктор Кэти Мюллер (сезоны 1, 4), любовный интерес Райана
- Али Сулиман — Мауса бин Сулейман (сезон 1), ливано-французский террорист
- Дина Шихаби — Ханин Али (сезон 1), жена Сулеймана
- Джон Хугенэккер — Матис (сезон 2; периодически сезон 1), оперативник ЦРУ
- Нуми Рапас — Харриет Бауманн (сезон 2), агент БНД Германии
- Жорди Молья — Николас Рейес (сезон 2), президент Венесуэлы
- Франциско Денис — Мигель Убарри (сезон 2), главный советник и друг детства Рейеса
- Кристина Уманья — Глория Бональде (сезон 2), политический соперник Рейеса и жена пропавшего министра внутренних дел
- Джован Адепо — Маркус Бишоп (сезон 2), техник ВМС США в отставке
- Майкл Келли — Майк Новембер (сезон 2-4), начальник отдела ЦРУ в Венесуэле
- Том Влашиха — Макс Шенкель (сезон 2)

## Производство

### Разработка
22 сентября 2015 года было объявлено, что новый телевизионный проект Paramount Television «Джек Райан» находится в разработке. Сериал будет создан бывшим шоураннером сериала «Остаться в живых» Карлтоном Кьюзом и писателем Грэмом Роландом. Новый сериал был описан в Deadline как «новый современный подход к персонажу с использованием романов в качестве исходного материала». Paramount TV объединился с продюсерской компанией Майкла Бэя Platinum Dunes для создания проекта, а также с Skydance Media. Спустя неделю после окончания торгов между несколькими телевизионными сетями 29 сентября 2015 года было объявлено, что потоковая служба Amazon Video получила права на серию.
В январе 2017 года было объявлено, что Мортен Тильдум снимет пилотный эпизод, а Дэниел Сакхайм — несколько эпизодов первого сезона.
В феврале 2021 года Amazon Studios приступили к съёмкам третьего сезона.

### Кастинг
29 апреля 2016 года Джон Красински был выбран на роль главного героя. 3 ноября 2016 года Эбби Корниш была выбрана на роль невесты Райана Кэти Мюллер. 16 декабря 2016 года было объявлено, что Уэнделл Пирс, Али Сулиман и Дина Шихаби сыграют в сериале основных персонажей. В марте 2017 года было объявлено, что Питер Фонда, Мена Массуд, Тимоти Хаттон и Ал Сапиенца также сыграют в сериале. 5 июня 2017 года сообщалось, что Амир Эль-Масри присоединился к сериалу в качестве второстепенного персонажа. В съёмках фильма также принимали участие российские актёры Михаил Сафронов, Михаил Горевой, Александр Дьяченко и др.

### Локации
«Джек Райан» снимался в нескольких местах. 10 мая 2017 года Красински был замечен на съемках в Вашингтоне, округ Колумбия. В течение следующих нескольких дней телесериал также снимался в Мэриленде, Вирджинии, Квебеке, и Марокко. Затем в июне 2017 года в Париже и Монтрее. Съёмки третьего сезона проходят в Будапеште (Венгрия).

## Эпизоды
| Сезон | Серии | Серии | Даты показа     | Даты показа     |
| ----- | ----- | ----- | --------------- | --------------- |
| 1     | 8     | 8     | 31 августа 2018 | 31 августа 2018 |
| 2     | 8     | 8     | 31 октября 2019 | 31 октября 2019 |
| 3     | 8     | 8     | 21 декабря 2022 | 21 декабря 2022 |
| 4     | 6     | 6     | 30 июня 2023    | 30 июня 2023    |

### Сезон 1 (2018)
| № общий | № в сезоне | Название                                    | Режиссёр        | Автор сценария                                                     | Дата премьеры   |
| ------- | ---------- | ------------------------------------------- | --------------- | ------------------------------------------------------------------ | --------------- |
| 1       | 1          | «Пилот» «Pilot»                             | Мортен Тильдум  | Сюжет : Карлтон Кьюз и Грэм Роланд Телесценарий : Грэм Роланд      | 31 августа 2018 |
| 2       | 2          | «Связь с Францией» «French Connection»      | Дэниэль Сакхайм | Карлтон Кьюз и Грэм Роланд                                         | 31 августа 2018 |
| 3       | 3          | «22 чёрное» «Black 22»                      | Патрисия Ригген | Карлтон Кьюз и Грэм Роланд                                         | 31 августа 2018 |
| 4       | 4          | «Волк» «The Wolf»                           | Дэниэль Сакхайм | Карлтон Кьюз и Грэм Роланд                                         | 31 августа 2018 |
| 5       | 5          | «Конец благородству» «End of Honor»         | Патрисия Ригген | Сюжет : Стивен Крониш Телесценарий : Стивен Крониш и Дарья Полатин | 31 августа 2018 |
| 6       | 6          | «Источники и способы» «Sources and Methods» | Карлтон Кьюз    | Сюжет : Патрик Эйсон Телесценарий : Патрик Эйсон и Энни Якобсен    | 31 августа 2018 |
| 7       | 7          | «Мальчик» «The Boy»                         | Патрисия Ригген | Назрин Чадхури и Нолан Дюнбар                                      | 31 августа 2018 |
| 8       | 8          | «На всё воля Аллаха» «Inshallah»            | Дэниэль Сакхайм | Карлтон Кьюз и Грэм Роланд                                         | 31 августа 2018 |

### Сезон 2 (2019)
| № общий | № в сезоне | Название                                | Режиссёр        | Автор сценария                  | Дата премьеры   |
| ------- | ---------- | --------------------------------------- | --------------- | ------------------------------- | --------------- |
| 9       | 1          | «Груз» «Cargo»                          | Фил Абрахам     | Карлтон Кьюз и Грэм Роланд      | 31 октября 2019 |
| 10      | 2          | «Третий вариант» «Tertia Optio»         | Фил Абрахам     | Винс Каландра и Дарья Полатина  | 31 октября 2019 |
| 11      | 3          | «Ориноко» «Orinoco»                     | Эндрю Бернштейн | Дэвид Грациано и Энни Якобсен   | 31 октября 2019 |
| 12      | 4          | «Убийственный прикид» «Dressed to Kill» | Эндрю Бернштейн | Грэм Роланд и Нолан Данбар      | 31 октября 2019 |
| 13      | 5          | «Голубое золото» «Blue Gold»            | Дэнни Гордон    | Винс Каландра и Энни Якобсен    | 31 октября 2019 |
| 14      | 6          | «Персона нон-грата» «Persona Non Grata» | Дэнни Гордон    | Дэвид Грациано и Дарья Полатина | 31 октября 2019 |
| 15      | 7          | «Бог и Федерация» «Dios y Federacion»   | Дэнни Гордон    | Грэм Роланд и Карлтон Кьюз      | 31 октября 2019 |
| 16      | 8          | «Сильный человек» «Strongman»           | Эндрю Бернштейн | Грэм Роланд и Карлтон Кьюз      | 31 октября 2019 |

### Сезон 3 (2022)
| № общий | № в сезоне | Название                                      | Режиссёр                       | Автор сценария        | Дата премьеры   |
| ------- | ---------- | --------------------------------------------- | ------------------------------ | --------------------- | --------------- |
| 17      | 1          | «Сокол» «Falcon»                              | Ян Тернер                      | Вонн Уилмотт          | 21 декабря 2022 |
| 18      | 2          | «Старые призраки» «Old Haunts»                | Ян Тернер                      | Эми Берг              | 21 декабря 2022 |
| 19      | 3          | «Бег с волками» «Running with Wolves»         | Ян Тернер                      | Дженнифер Кеннеди     | 21 декабря 2022 |
| 20      | 4          | «Хранитель нашей смерти» «Our Death's Keeper» | Ян Тернер                      | Дарио Скардапейн      | 21 декабря 2022 |
| 21      | 5          | «Друзья и враги» «Druz'ya I Vragi»            | Кевин Дайлинг                  | Марк Хэлси и Эми Берг | 21 декабря 2022 |
| 22      | 6          | «Призраки» «Ghosts»                           | Кевин Даулинг и Дэвид Петрарка | Эми Берг              | 21 декабря 2022 |
| 23      | 7          | «Московские правила» «Moscow Rules»           | Кевин Даулинг и Дэвид Петрарка | Дарио Скардейн        | 21 декабря 2022 |
| 24      | 8          | «Звезда на стене» «Star on the Wall»          | Ян Тернер                      | Вон Уилмотт           | 21 декабря 2022 |

### Сезон 4 (2023)
| № общий | № в сезоне | Название                                      | Режиссёр     | Автор сценария                         | Дата премьеры |
| ------- | ---------- | --------------------------------------------- | ------------ | -------------------------------------- | ------------- |
| 25      | 1          | «Перевозка» «Triage»                          | Лукас Эттлин | Вонн Уилмотт,Аарон Рэбин и Стивен Кейн | 30 июня 2023  |
| 26      | 2          | «Конвергенция» «Convergence»                  | Ян Тернер    | Аарон Рэбин                            | 30 июня 2023  |
| 27      | 3          | «Жертвоприношения» «Sacrifices»               | Шэна Стайн   | Джада М. Нейшен                        | 7 июля 2023   |
| 28      | 4          | «Бетезда» «Bethesda»                          | Ян Тернер    | Аарон Рэбин и Роберт Порт              | 7 июля 2023   |
| 29      | 5          | «Вуконг» «Wukong»                             | Лукас Эттлин | Аарон Рэбин и Джо Гресковяк            | 14 июля 2023  |
| 30      | 6          | «Доказательство концепции» «Proof of Concept» | Лукас Эттлин | Аарон Рэбин                            | 14 июля 2023  |